# Movement of magic
『Movement of magic』（ムーブメント・オブ・マジック）は、麻生夏子の1枚目のオリジナルアルバム。2010年8月4日にLantisから発売された。

## 概要
初回限定盤には、アルバムリード曲の「Movement of magic」と今までに発売されたシングル4曲のMUSIC VIDEOに加えて、5月22日に開催されたファン感謝祭でのライブ映像を収録したDVDが付属されている。表題曲「Movement of magic」を畑に依頼する際、「一億光年先の大理石を突き破るようなイメージだよね」と言われた。

## 批評
CDジャーナルは、「往年のアイドル歌謡をデジタルなスタイルに変換したとたんに生まれた、キュートでメルヘンなデジ・ポップ・ワールド。」と評した。

## 収録曲
1. Programming for non-fiction  [4:06]
作詞：こだまさおり、作曲・編曲：ぺーじゅん
  - テレビアニメ『よくわかる現代魔法』オープニングテーマ
2. style [3:58]
作詞：SUIMI、作曲・編曲：江上浩太郎
3. Your True Story [4:44]
作詞：こだまさおり、作曲・編曲：虹音
4. Brand New World [3:58]
作詞：こだまさおり、作曲：瀬名、編曲：A-bee
  - テレビアニメ『真マジンガー 衝撃! Z編』エンディングテーマ
  - 音楽情報番組『Run Run LAN!』2009年6月度エンディングテーマ
5. Music for science&magic [4:38]
作詞：サエキけんぞう、作曲・編曲：酒井陽一
6. Steady×Steady [4:06]
作詞：こだまさおり、作曲・編曲：西隆影
7. Teardrop of Rain [4:21]
作詞：麻生夏子、作曲：水口浩次、編曲：酒井陽一
8. Everyday sunshine line! [4:15]
作詞：こだまさおり、作曲：関野元規、編曲：TSUKASA（Sound Online）　
  - テレビアニメ『いちばんうしろの大魔王』エンディングテーマ
9. Perfect-area complete! [4:01]
作詞：畑亜貴、作曲・編曲：前山田健一
  - テレビアニメ『バカとテストと召喚獣』オープニングテーマ
10. 新曲は宇宙カフェにて  [4:02]
作詞：畑亜貴、作曲・編曲：佐々倉有吾
11. Dear my fortune  [4:12]
作詞：こだまさおり、作曲・編曲：平田祥一郎
  - TBS『カード学園 全国制覇編』エンディングテーマ
12. Movement of magic [4:32]
作詞：畑亜貴、作曲・編曲：前山田健一
  - テレビ東京『あにてれPresents アニソ〜ンぷらす』8月度オープニングテーマ
13. Brand new world (Real world experience Remix)
【Bonus Track】※初回限定版のみ収録
14. Programming for non-fiction (Another Diary Remix)
【Bonus Track】※初回限定版のみ収録

DVD（初回限定盤のみ）
- MUSIC VIDEO

1. Movement of magic
2. Brand new world
3. Programming for non-fiction
4. Perfect-area complete!
5. Everyday sunshine line!

- LIVE CLIP

1. Programming for non-fiction
2. Everyday sunshine line!
3. Perfect-area complete!
4. Teardrop of Rain-piano accompaniment-